# Маккормик, Холлман
Холлман Камило Маккормик Пинсон (исп. Hollman Camilo McCormick Pinzón; родился 28 октября 2005, Богота) — колумбийский футболист нападающий клуба «Индепендьенте Санта-Фе».

## Футбольная карьера
Воспитанник футбольной академии клуба «Индепендьенте Санта-Фе». В основном составе дебютировал в 14-летнем возрасте в матче Кубка Колумбии против «Патриотас Бояка» 22 октября 2020 года. 12 мая 2021 года дебютировал в Кубке Либертадорес, выйдя на замену в матче против бразильского клуба «Флуминенсе». Он стал пятым в списке самых молодых игроков, сыгравших в Кубке Либертадорес.

## Личная жизнь
Дед Холлмана родом из Ирландии, отсюда и ирландская фамилия.